# Charlie Chan à l'Opéra
Pour plus de détails, voir Fiche technique et Distribution.
Charlie Chan à l'Opéra (Charlie Chan at the Opera) est un film américain réalisé par H. Bruce Humberstone, sorti en 1936. 

## Synopsis
Après avoir vu la photo d'une femme sur un journal, Gravelle (Boris Karloff) s'évade de l'asile d'aliénés où, amnésique, il est interné depuis sept ans. Recherché en vain par la police, il découvre une affiche représentant la femme de la photo, la cantatrice Lilli Rochelle, et s'introduit dans le théâtre où elle se produit. Peu après, Lilli Rochelle informe la police qu'elle a reçu une menace de mort, et les inspecteurs ainsi que le détective Charlie Chan (Warner Oland) se rendent au théâtre pour enquêter. Dans le théâtre, Gravelle retrouve peu à peu la mémoire ; il se souvient qu'il était un célèbre chanteur d'opéra, et que sa femme Lilli et son amant avaient tenté de l'assassiner. Grâce au costume qui dissimule en partie son visage, il prend sur scène la place d'un chanteur et, comme le veut le rôle, il poignarde Lilli, sa partenaire. Celle-ci s'effondre, on la transporte évanouie sur un canapé mais, quelque temps plus tard, sa mort est constatée. Caché dans les coulisses du théâtre, Gravelle réussit à échapper aux recherches. Charlie Chan parviendra à découvrir le véritable assassin.

## Fiche technique
- Titre original : Charlie Chan at the Opera
- Titre français : Charlie Chan à l'Opéra
- Réalisation : H. Bruce Humberstone
- Scénario : Scott Darling, Charles Belden et Bess Meredyth, d'après l'œuvre d'Earl Derr Biggers
- Photographie : Lucien Andriot
- Montage : Alex Troffey
- Musique : Charles Maxwell (non crédité)
- Producteur exécutif : Sol M. Wurtzel
- Société de production : 20th Century Fox
- Pays d'origine : États-Unis
- Langue : anglais
- Format : Noir et blanc - 35 mm - 1,37:1 - Mono
- Genre : policier
- Durée : 68 minutes
- Dates de sortie : 
  -  États-Unis : 5 décembre 1936
  -  France : 6 août 1937

## Distribution
- Warner Oland : Charlie Chan
- Boris Karloff : Gravelle
- Keye Luke : Lee Chan
- Charlotte Henry : Kitty Gravelle
- Thomas Beck : Phil Childers
- Margaret Irving : Lilli Rochelle
- Gregory Gaye : Enrico Barelli
- Nedda Harrigan : Anita Barelli
- Frank Conroy : M. Whitely
- Guy Usher : Inspecteur Regan
- William Demarest : Sergent Kelly
- Maurice Cass : M. Arnold
- Tom McGuire : Morris

Acteurs non crédités
- William Bailey : Détective
- Karl Malden
- Emmett Vogan : Smitty
- Tudor Williams : voix de Gravelle (chant)